# Гульбадан-Бегим
Гульбадан-бегим (узб. Gulbadan begim; 1523—1603) — единственная женщина историк-хроникер средневековой Центральной Азии, автор исторического сочинения «Хумаюн-наме»,  поэтесса, потомок Амир Тимура, младшая дочь Бабура.

## Биография
Гулбадан-бегим была дочерью тимурида Захир ад-дина Бабура. Она родилась в Кабуле. Ее матерью была двоюродная сестра Бабура  Дильдар Ага-бегум (Дильдар Агача). Она была дочерью тимурида Султан Махмуд мирзы. Детство Гульбадан провела в Кабуле, а затем, с 1527/28 г., в Агре. Получила хорошее образование, кроме родного чагатайского знала несколько языков, в том числе персидский, была знакома с видными учеными, выходцам и из Мавераннахра и Хорасана. Гульбадан бегим была воспитательницей императора Акбара.

## Творчество
По просьбе своего племянника, императора Акбара, в 1585-87 годах написала на персидском языке воспоминания о своем отце и сводном брате Хумаюне, отце Акбара, под названием «Хумаюн-наме».
На европейских языках произведение «Хумаюн-наме» впервые было опубликовано в 1902 году А. Бевериджем (Англия) вместе с комментариями. В 1959 году в Ташкенте был издан узбекский перевод. В годы независимости Узбекистана он был переиздан. Её произведение является единственной средневековой хроникой в Индии, написанной женщиной. «Хумаюн-наме» содержит описание правления Бабура, в том числе со ссылкой на «Бабур-наме», а также самого Хумаюна.

## Смерть
Гульбадан-бегим скончалась в феврале 1603 года в Агре.

## Память
- В Узбекистане в честь Гульбадан-бегим названы улицы в крупных городах республики. В Ташкенте, Самарканде и в Андижане.
- Миниатюра, на которой изображена Гульбадан-бегим, курящая кальян на террасе, нарисованная в конце XVIII - начале XIX вв неизвестным художником, была продана за 4 тыс. английских фунтов с аукциона Christie`s в 2014 году.[4]
- В Андижане в доме-музее Бабура присутствует экспозиция, посвященная Гульбадан-бегим[5]